# Rhodogorgon
Rhodogorgon, rod crvenih algi smješten u porodicu Rhodogorgonaceae. Postoje dvije priznate vrste; obje su morske.
Rhodogorgon carriebowensis J.N.Norris & Bucher, 1989 je holotip roda Rhodogorgon, sinonim za R. ramosissima J.N.Norris & Bucher.

## Vrste
1. Rhodogorgon flagellifera Huisman, 2018
2. Rhodogorgon ramosissima J.N.Norris & Bucher, 1989